# Die Blechköpfe
Die Blechköpfe (Originaltitel: Metalheads) ist eine deutsch-britische Zeichentrickserie, die zwischen 2002 und 2003 produziert wurde.

## Handlung
Irgendwo in Europa zur Zeit des Mittelalters: Lady Liddy, die Tochter von Baron und Lady Gruff träumt davon, auf eine Ritterakademie zu gehen. Als Mädchen ist ihr dies allerdings verwehrt und sie soll stattdessen häuslichen Tätigkeiten nachgehen. Aber das ist nicht das richtige für sie, da sie lieber die Welt erkunden will. Dabei spielt sie unter anderem mit den Kindern des Fleischers, des Hofnarren und des Alchemisten. Ihre beste Freundin ist Drucilla, die Tochter eines Gefangenen, dem Hunnen Hugo. Diese verhält sich meist grobschlächtig ist oft hungrig.

## Produktion und Veröffentlichung
Die Serie wurde zwischen 2002 und 2003 unter der Regie von Chris Hermans von Telemagination produziert. Die deutsche Erstausstrahlung fand am 26. März 2004 auf KI.KA statt. Weitere deutschsprachige TV-Ausstrahlungen erfolgten auf ZDF und ORF eins.

## Episodenliste
| Folge | deutscher Titel              | Erstausstrahlung |
| 1     | Ritterträume                 | 26.03.2004       |
| 2     | Die Zeit steht still         | 29.03.2004       |
| 3     | Vogelparade                  | 30.03.2004       |
| 4     | Eine ritterliche Tat         | 31.03.2004       |
| 5     | Die Schulschwänzer           | 01.04.2004       |
| 6     | Die Belagerung               | 02.04.2004       |
| 7     | Küchendienst                 | 05.04.2004       |
| 8     | Hunnenwettkampf              | 06.04.2004       |
| 9     | Besuch vom König             | 07.04.2004       |
| 10    | Mein Leben als Page          | 08.04.2004       |
| 11    | Der Stock im Stein           | 13.04.2004       |
| 12    | Brot oder Schwert            | 14.04.2004       |
| 13    | Die Doppelgänger-Nummer      | 15.04.2004       |
| 14    | Fauler Zauber                | 16.04.2004       |
| 15    | Ein Königreich für ein Pferd | 19.04.2004       |
| 16    | Die Schinken-Botschaft       | 20.04.2004       |
| 17    | König oder Bauer?            | 21.04.2004       |
| 18    | Vater-Junker-Tag             | 22.04.2004       |
| 19    | Falscher Ritter              | 23.04.2004       |
| 20    | Goldene Rüben                | 26.04.2004       |
| 21    | Höfische Liebe               | 27.04.2004       |
| 22    | Lester und der Grüne Ritter  | 28.04.2004       |
| 23    | Eine echte Lady              | 29.04.2004       |
| 24    | Ein König zu viel            | 30.04.2004       |
| 25    | Dunkle Machenschaften        | 03.05.2004       |
| 26    | Die letzte Prüfung           | 04.05.2004       |